# فرودگاه ایژما
فرودگاه ایژما (به روسی: Аэропорт Ижма) فرودگاهی عمومی واقع در ۳ کیلو متری شمال‌شرقی ایژما،  در کشور روسیه است که توسط کومیاویا اداره می‌شود. در این فرودگاه قبلا هواپیما هایی کوچک (An-2، An-24، L-410، Yak-40، و غیره) فرود می آمدند اما از سال ۲٠٠۳ دیگر هواپیماهای کوچک پشتیبانی نمی‌شدند و اکنون فقط برای هلیکوپتر استفاده می‌شود.